# باول لوكاس (كاتب)
باول لوكاس (بالفرنسية: Paul Lucas)‏ هو كاتب فرنسي، ولد في 31 أغسطس 1664 في روان في فرنسا، وتوفي في 12 مايو 1737 في مدريد في إسبانيا.